# Liste des biens culturels d'importance nationale dans le canton de Nidwald

Blason du canton de Nidwald.

Cette liste présente les biens culturels d'importance nationale dans le canton de Nidwald. Cette liste correspond à l'édition 2009 de l'Inventaire Suisse des biens culturels d'importance nationale (Objets A) pour le canton de Nidwald. Il est trié par commune et inclus : 11 bâtiments séparés, 2 collections et 3 sites archéologiques et un cas particulier.

## Inventaire
| Photo | Objet                                        | Type | Type | Type | Type | Type | Type | Type | Adresse               | Commune         | Coordonnées                      |
| Photo | Objet                                        | A    | Arch | B    | E    | M    | O    | S    | Adresse               | Commune         | Coordonnées                      |
| ----- | -------------------------------------------- | ---- | ---- | ---- | ---- | ---- | ---- | ---- | --------------------- | --------------- | -------------------------------- |
|       | Ascenseur du Hammetschwand                   |      |      |      |      |      |      | S    |                       | Ennetbürgen     | 47° 00′ 03″ nord, 8° 23′ 46″ est |
|       | Sigristenhaus «Hostettli»                    |      |      |      | E    |      |      |      | Dorfplatz             | Hergiswil       | 46° 59′ 03″ nord, 8° 18′ 40″ est |
|       | Chapelle de l'ossaire                        |      |      |      | E    |      |      |      | Nägeligasse           | Stans           | 46° 57′ 25″ nord, 8° 21′ 55″ est |
|       | Village médiéval et moderne                  | A    |      |      |      |      |      |      |                       | Stans           | 46° 57′ 25″ nord, 8° 21′ 58″ est |
|       | Ancien couvent capucin avec bibliothèque     |      |      | B    |      |      |      |      | Engelbergstrasse 34   | Stans           | 46° 57′ 23″ nord, 8° 22′ 11″ est |
|       | Höfli (Rosenburg)                            |      |      |      |      |      | O    |      | Alter Postplatz 3     | Stans           | 46° 57′ 28″ nord, 8° 21′ 55″ est |
|       | Église catholique St. Pierre et Paul         |      |      |      | E    |      |      |      | Nägeligasse           | Stans           | 46° 57′ 25″ nord, 8° 21′ 56″ est |
|       | Hôtel de ville                               |      |      |      | E    |      |      |      | Dorfplatz 2           | Stans           | 46° 57′ 23″ nord, 8° 21′ 59″ est |
|       | Archives cantonales                          |      | Arch |      |      |      |      |      | Stansstaderstrasse 54 | Stans           | 46° 57′ 46″ nord, 8° 21′ 35″ est |
|       | Monument de Winkelriedd                      |      |      |      | E    |      |      |      | Rathausplatz          | Stans           | 46° 57′ 23″ nord, 8° 21′ 57″ est |
|       | Maison de Winkelried                         |      |      |      | E    |      |      |      | Engelbergstrasse      | Stans           | 46° 57′ 20″ nord, 8° 22′ 21″ est |
|       | Kehrsiten (habitat lacustre du néolithique)  | A    |      |      |      |      |      |      |                       | Stansstad       |                                  |
|       | Palissades (fort médiéval) avec tour d'angle | A    |      |      |      |      |      |      |                       | Stansstad       | 46° 58′ 51″ nord, 8° 20′ 16″ est |
|       | Ferme Grossitz                               |      |      |      | E    |      |      |      | Hauptstrasse 31       | Wolfenschiessen | 46° 54′ 19″ nord, 8° 23′ 42″ est |
|       | Ferme Unteres Brunnifeld                     |      |      |      | E    |      |      |      | Hauptstrasse 41       | Wolfenschiessen | 46° 54′ 13″ nord, 8° 23′ 39″ est |
|       | Hechhuis (Lussyhaus)                         |      |      |      | E    |      |      |      | Hochhaus              | Wolfenschiessen | 46° 54′ 06″ nord, 8° 23′ 26″ est |
|       | Maison d'habitation                          |      |      |      | E    |      |      |      | Hofstatt im Dörfli    | Wolfenschiessen | 46° 53′ 50″ nord, 8° 23′ 31″ est |

1. ↑  Légende des différents types de biens :
  - A : Archéologie
  - Arch : Archive
  - B : Bibliothèque
  - E : Objet unique
  - M : Musée
  - O : Objets multiples
  - S : Cas particulier